# 第一代黑格伯爵道格拉斯·黑格

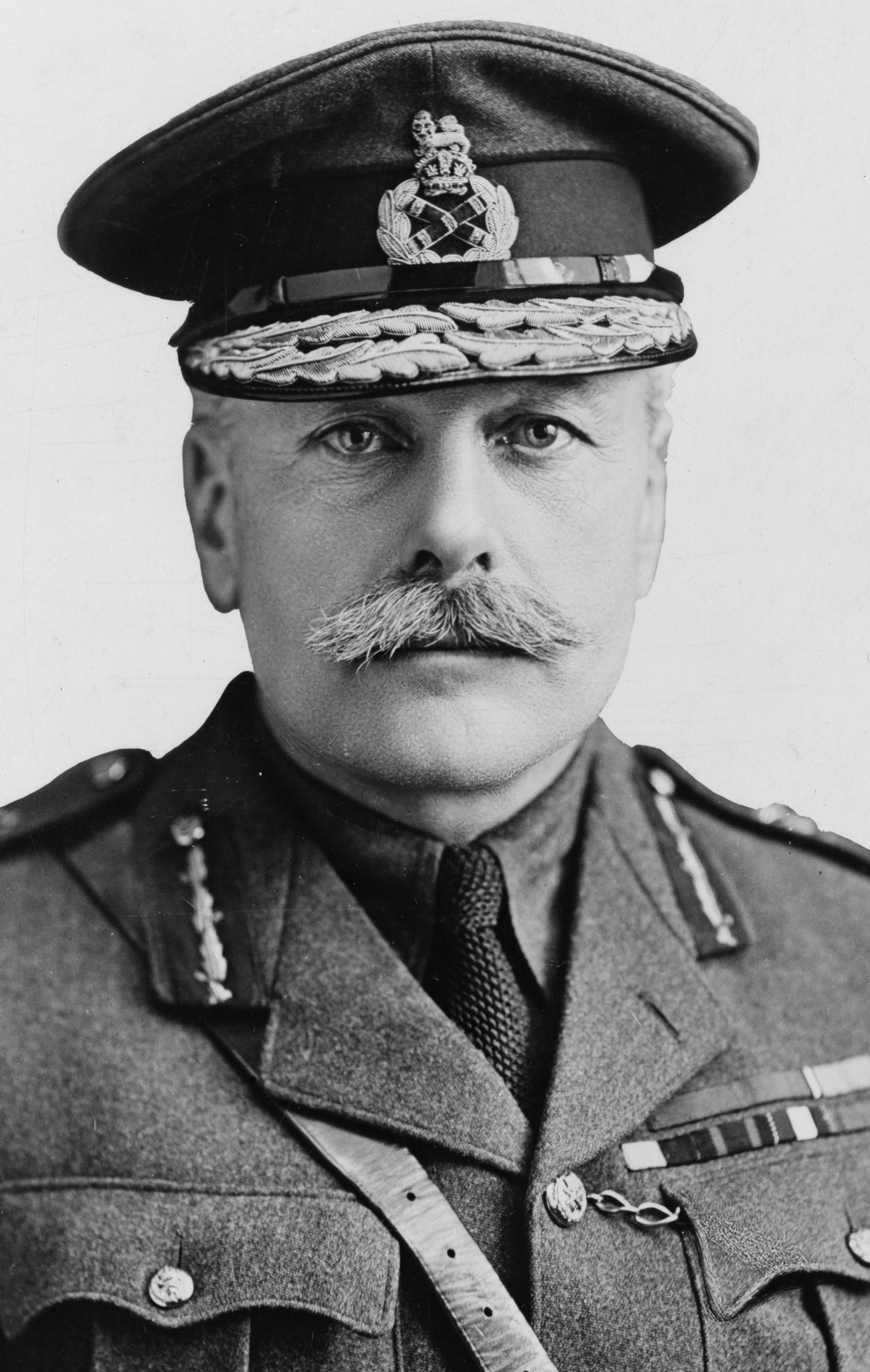
黑格陆军元帅

英国陆军元帅道格拉斯·黑格，第一代黑格伯爵（英語：Douglas Haig, 1st Earl Haig，1861年6月19日—1928年1月28日），英國蘇格蘭人，英國陸軍高級軍官。
黑格生于苏格兰爱丁堡，其父约翰·黑格是一位富有的酿酒业主。1884年进入桑赫斯特皇家军事学院。1905年，晋升为少将，1909-1912年，担任印度军队的总参谋长，于1910年晋升中将。
一战爆发后，黑格於1914年12月25日從英國遠征軍第一軍（I Corps）軍長升任為第一軍團（1st Army）司令，並於1915年12月10日取代约翰·弗伦奇担任英国远征军的新司令。其後黑格返回英国担任英国本土部队总司令。1916年晋升陆军元帅。不過其為一飽受爭議的將領，其思維長期堅持沿用傳統戰術，完全沒有吸取十年前日俄戰爭中日軍將領乃木希典以人海戰術對抗機關槍導致傷亡慘重的教訓，亦不重視先進軍備如機關槍，妨礙裝甲部隊發展，導致凡是他指揮的戰役中其所部均傷亡慘重；尤其於索姆河戰役與第三次伊普爾戰役中不斷指揮英軍發動自殺式攻擊，完全漠視士兵生命，白白犧牲大量兵力後戰局仍毫無寸進，令他有索姆河屠夫的稱號。1919年被封为第一任黑格伯爵，英国政府授予他10万英镑的奖励。1921年，成为贝梅赛德的黑格男爵。他组建了英国皇家军团，致力于复员军人的福利与救济工作。1928年1月28日在伦敦去世。